# Vasilije Micić
Vasilije Micić (cyr. Василије Мицић; ur. 13 stycznia 1994 w Kraljevie) – serbski koszykarz, występujący na pozycji rozgrywającego, reprezentant kraju, od 2024 zawodnik Charlotte Hornets.
8 lutego 2024 trafił w wyniku wymiany do Charlotte Hornets.

## Osiągnięcia
Stan na 2 marca 2024, na podstawie, o ile nie zaznaczono inaczej.

### Drużynowe
- Mistrz:
  - Euroligi (2021, 2022)
  - Ligi Adriatyckiej (2016)
  - Turcji (2019, 2021, 2023)
  - Serbii (2016)
  - Litwy (2018)
- Wicemistrz:
  - Euroligi (2019)
  - Turcji (2022)
  - Niemiec (2015)
- 3. miejsce w Eurolidze (2018)
- Zdobywca:
  - pucharu:
    - Turcji (2022)
    - Litwy (2018)

  - Superpucharu Turcji (2018, 2019, 2022)
- Finalista pucharu:
  - Turcji (2019)
  - Serbii (2014)

### Indywidualne
- MVP:
  - Euroligi (2021)
  - Final Four Euroligi (2021, 2022)
  - finałów ligi tureckiej (2023)
  - Pucharu Serbii (2014)
  - miesiąca Euroligi (listopad 2018)
  - kolejki Euroligi (2, 5 – 2019/2020, 19, 21, 25 – 2020/2021, 16, 27, 31 – 2021/2022, 11 – 2022/2023)
  - I spotkania play-off Euroligi (2019)
- Zawodnik roku All-Europe (2021, 2022)
- Laureat nagrody Alphonso Ford EuroLeague Top Scorer Trophy (2022)
- Zaliczony od:
  - I składu Euroligi (2021)
  - II składu:
    - Euroligi (2019, 2022)
    - ligi tureckiej (2023)
- Lider w średniej:
  - punktów:
    - finałów Euroligi (2021, 2022)
    - Final Eight Pucharu Turcji (2022)

  - asyst (2019)

### Reprezentacja
Seniorska
- Wicemistrz Europy (2017)
- Uczestnik:
  - mistrzostw:
    - świata (2019 – 5. miejsce)
    - Europy (2013 – 7. miejsce, 2017, 2022 – 9. miejsce)

  - europejskich kwalifikacji do mistrzostw świata (2017–2019 – 11. miejsce, 2021 – 8. miejsce)
  - kwalifikacji olimpijskich (2020/2021 – 2. miejsce)

Młodzieżowe
- Wicemistrz:
  - świata U–19 (2013)
  - Europy U–18 (2011)
- Uczestnik mistrzostw Europy U–16 (2010 – 5. miejsce)
- Zaliczony do I składu mistrzostw:
  - świata U–19 (2013)
  - Europy U–18 (2011)